# Alpgnofer Stock
Alpgnofer Stock är en bergstopp i Schweiz. Den ligger i kantonen Uri, i den centrala delen av landet, 100 km öster om huvudstaden Bern. Toppen på Alpgnofer Stock är 2 764 meter över havet.